# GameTrailers
GameTrailers es un sitio web de difusión de videos relacionados con videojuegos y computadoras. Es propiedad de MTV Networks, que es una subsidiaria de Viacom. 
El contenido es fijado y actualizado a lo largo de cada día, y proporciona videos en Alta Definición (HD), a su vez permite visualizar capítulos dedicados al análisis o la revisión de videojuegos específicos usando el canal Spike TV.
La web tiene una comunidad de usuarios, que pueden descargar los videos que estén publicados, además de poder crear los suyos propios, no solo de videojuegos sino de anime, videos graciosos, historietas, entre otros.
Los usuarios también pueden crear blogs y participar en el foro.
Las UserMovies (películas de usuario) son creadas por cualquier usuario registrado, y una vez puestas en línea, todo el mundo puede verlos. Las UserMovies son clasificadas y votadas por los usuarios. Cada semana se elige el “GT UserMovie Award”, al mejor video de la semana. 
En febrero de 2007, Screwattack.com comenzó a proporcionar contenido en GameTrailers. Algunos de esos contenidos son episodios de Angry Video Game Nerd, entre otros.